# Алфа Ромео Матта
Алфа Ромео Матта е високопроходим автомобил, произвеждан за италианските специални части и италианската армия, в периода от 1951 до 1956.

## История
Автомобилът е проектиран по поръчка на италианското министерство на отбраната. Като еталон за автомобила служи американския военен автомобил Джип. Матта използва и технически детайли от Ферари. Главен инженер по проекта е Джузепе Бусо. АР 1 и АР2 са версиите на автомобила. АР1 е всъдеход, предназначен за военна служба и спецчасти, докато АР 2 е повече като цивилен автомобил.

## Производство
Автомобилът се произвежда в завода на марката в Протело.